# Eugen Ekman
Eugen Georg Oskar Ekman (Vaasa, 27 oktober 1937) is een Fins turner. 
Ekman won tijdens de Olympische Zomerspelen 1960 in het Italiaanse Rome de gouden medaille op het paard voltige samen met de Sovjet-atleet Boris Sjachlin.

## Resultaten

### Olympische Zomerspelen
| Jaar | Plaats | Resultaten                                                       |
| ---- | ------ | ---------------------------------------------------------------- |
| 1960 | Rome   | op het paard voltige 30e in de meerkamp 6e in de landenwedstrijd |
| 1964 | Tokio  | 34e in de meerkamp 8e in de landenwedstrijd                      |

1896: Louis Zutter ·
1904: Anton Heida ·
1924: Josef Wilhelm ·
1928: Hermann Hänggi ·
1932: István Pelle ·
1936: Konrad Frey ·
1948: Paavo Aaltonen, Veikko Huhtanen, Heikki Savolainen ·
1952: Viktor Tsjoekarin ·
1956: Boris Sjachlin ·
1960: Eugen Ekman, Boris Sjachlin ·
1964: Miroslav Cerar ·
1968: Miroslav Cerar ·
1972: Viktor Klimenko ·
1976: Zoltán Magyar ·
1980: Zoltán Magyar ·
1984: Li Ning, Peter Vidmar ·
1988: Dmitri Bilozertsjev, Zsolt Borkai, Ljoebomir Geraskov ·
1992: Pae Gil-su, Vitali Tsjerbo ·
1996: Donghua Li ·
2000: Marius Urzică ·
2004: Teng Haibin ·
2008: Xiao Qin · 
2012: Krisztián Berki · 
2016: Max Whitlock · 
2020: Max Whitlock · 
2024: Rhys McClenaghan